# Veronika Watzek
Veronika „Nicky“ Watzek (* 13. August 1985) ist eine österreichische Leichtathletin.

## Sportliche Karriere
Veronika Watzek startete für den Klagenfurter LC, für den LC Villach und für den ÖTB Alsergrund. Sie war österreichische Staatsmeisterin im Diskuswurf in den Jahren 2004 bis 2012 sowie 2014 bis 2017. Im Kugelstoßen siegte sie 2005 bis 2007, 2010, 2012 und 2015. In der Halle gewann sie siebenmal im Kugelstoßen und einmal im Fünfkampf.
Bei den Junioreneuropameisterschaften 2003 in Tampere erreichte Watzek im Diskuswurf 46,07 Meter und damit den zehnten Platz. Im Jahr darauf bei den Juniorenweltmeisterschaften 2004 in Grosseto warf sie 50,56 Meter und belegte den sechsten Platz. 2005 wurde sie mit 47,18 Meter Zwölfte bei den U23-Europameisterschaften 2005 in Erfurt. Zwei Jahre später bei den U23-Europameisterschaften 2007 in Debrecen gewann Watzek mit 57,15 Meter die Silbermedaille hinter der Ukrainerin Kateryna Karsak. Zweimal nahm Watzek an Europameisterschaften in der Erwachsenenklasse teil. 2006 in Göteborg belegte sie in der Qualifikation den 13. Platz mit ihrer damaligen Bestleistung von 57,20 Meter, für die Finalteilnahme hätte sie 58,72 Meter werfen müssen. Die Belarussin Iryna Jattschanka wurde später wegen Doping disqualifiziert, Watzek wäre eigentlich ein Finalplatz zugestanden. Zehn Jahre später war Watzek bei den Europameisterschaften 2016 in Amsterdam dabei. Mit 53,79 Meter warf sie die 22. Weite in der Qualifikation.
2024 gewann Watzek den Diskuswurf in der Ü35-Klasse bei den Masters-Weltmeisterschaften. Tags darauf erkämpfte Watzek Silber im Kugelstoßen.
Veronika Watzek ist selbstständig als Gesundheitsberaterin und Mentalcoach tätig.

## Bestleistungen
(nach World Athletics und ÖLV)
- Kugelstoßen: 15,02 Meter, 17. September 2006 in Kapfenberg
- Diskuswurf: 58,77 Meter, 1. Juli 2007 in Feldkirch